# Baetica

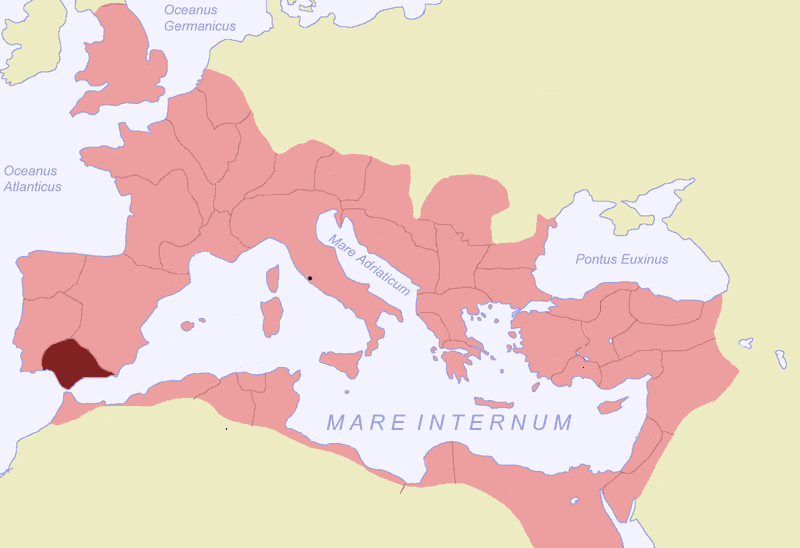
Lage der Provinz im Römischen Reich

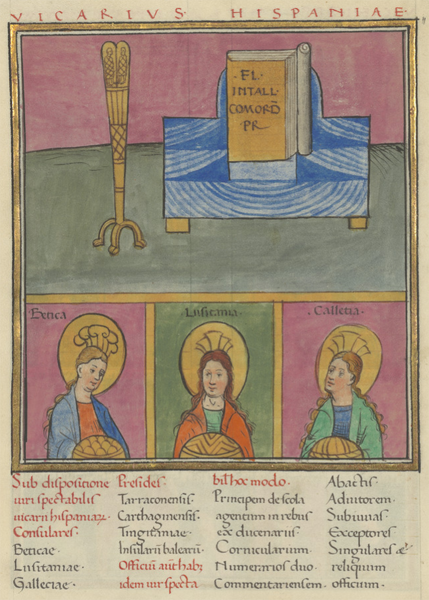
Notitia Dignitatum: Kapitelseite des Vicarius Hispaniae, sie zeigt die Personifikationen von drei hispanischen Provinzen: Baetica, Lusitania und Gallaecia. Sie sind mit Mauerkronen auf dem Haupt dargestellt; durch die Körbe wird ihre Steuerpflicht symbolisiert. Dem Vicarius unterstand, ebenso wie dem Proconsul in Africa, die Gerichtsbarkeit, worauf die abgebildeten Schreibutensilien hinweisen.

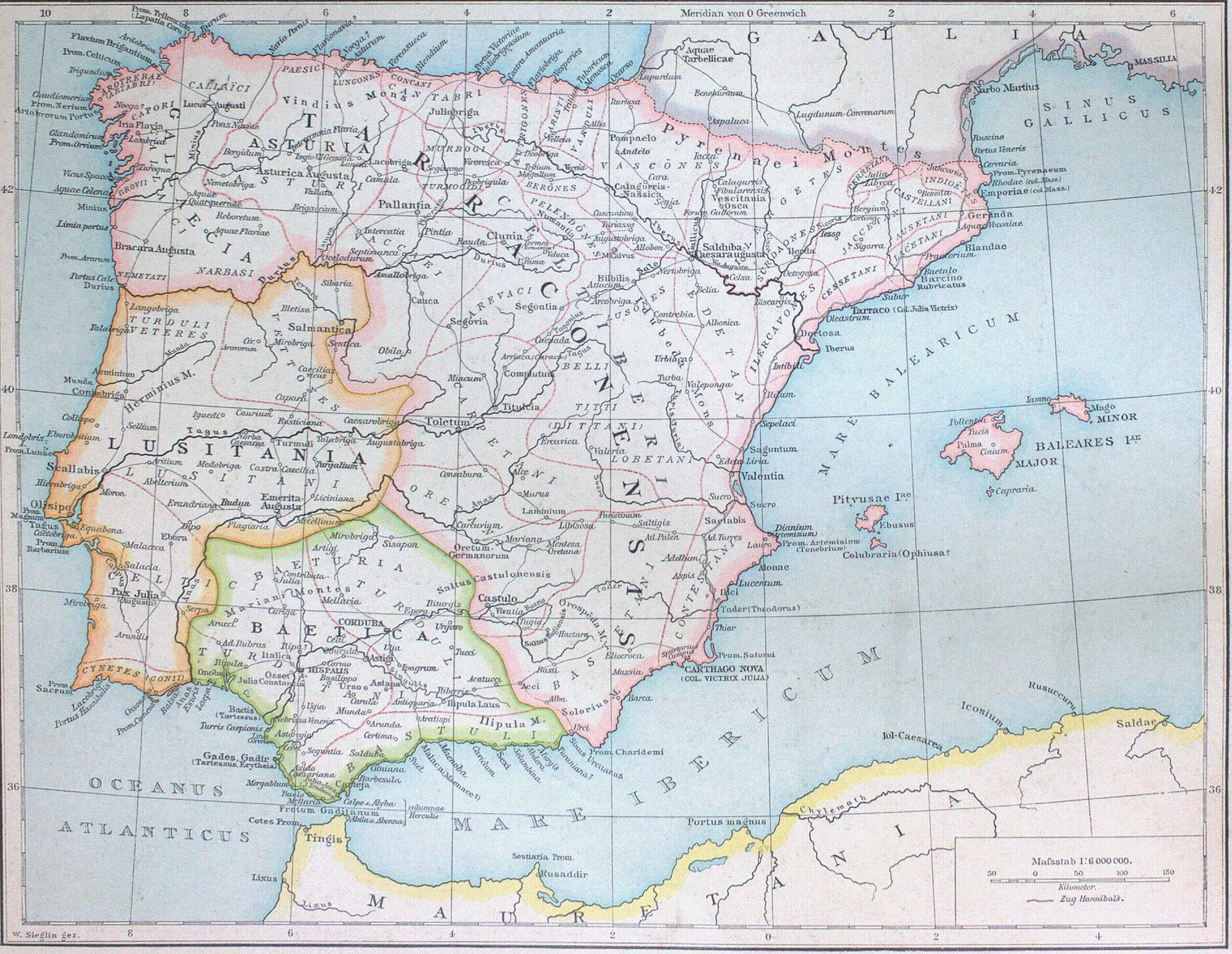
Karte der Baetica

Hispania Baetica oder nur Baetica ist der lateinische Name einer antiken Landschaft und römischen Provinz im Süden Spaniens. Ihren Hauptteil bildete das heutige Andalusien, im Norden reichte sie bis in die Extremadura hinein. Sie ist benannt nach dem großen Fluss Baetis, dem heutigen Guadalquivir.

## Einrichtung und Grenzen
In der republikanischen Zeit gehörte das Gebiet zur Provinz Hispania ulterior, die den Süden und Westen der Iberischen Halbinsel umfasste. Durch die Provinzreform unter Kaiser Augustus wurde die Hispania ulterior in zwei Teile aufgeteilt, Hispania Baetica (Südosten) und Lusitania (Nordwesten). Somit grenzte die Baetica im Westen und Nordwesten an die Lusitania, wobei die Grenze ungefähr entlang dem Fluss Anas (heute Guadiana) verlief. Im Osten grenzte sie an die große Provinz Hispania citerior; an der Mittelmeerküste war diese Grenze südwestlich von Carthago Nova (Cartagena) und verlief von dort in Richtung Westnordwest. In einem späteren Schritt hat Kaiser Augustus eine Grenzverschiebung vorgenommen, wobei die Hispania citerior auf Kosten der Baetica noch etwas vergrößert wurde; seither war die Grenze an der Küste in der Nähe der heutigen Stadt Almería und verlief von dort in Nordwestrichtung.
Wann Augustus die Provinz einrichtete, ist unbekannt. Der älteste Beleg ist eine Inschrift aus dem Jahr 2 n. Chr., in der sie Hispania ulterior Baetica genannt wird. Die offizielle Bezeichnung Hispania ulterior Baetica war bis in die Zeit Kaiser Trajans gebräuchlich, später hieß die Provinz auch in der Beamtentitulatur nur noch Hispania Baetica oder einfach Baetica.

## Verwaltung und Städtewesen
Die Baetica war seit Augustus als einzige der drei hispanischen Provinzen eine Senatsprovinz; sie war also formal nicht der direkten Aufsicht des Kaisers, sondern einem vom Senat bestimmten Prokonsul prätorischen Ranges unterstellt, dem ein prokonsularischer Legat sowie ein Quästor zur Seite standen. Der Legat wurde vom Prokonsul ernannt, der Quästor erhielt sein Amt entweder durch Auslosung oder vom Prokonsul. Die Amtszeit der Prokonsuln, prokonsularischen Legaten und Quästoren betrug ein Jahr (jeweils vom 1. Juli eines Jahres bis zum 30. Juni des folgenden Jahres); Verlängerung war grundsätzlich möglich, doch ist für die Baetica kein solcher Fall nachweisbar. Die Prokonsulate der senatorischen Provinzen wurden im Prinzip durch Auslosung verteilt; an dieser konnte jeder Senator teilnehmen, sobald seine Prätur fünf Jahre zurücklag. Da jedoch auffallend viele Prokonsuln der Baetica aus Hispanien (meist aus der Baetica selbst) stammten oder schon früher Beziehungen zur Iberischen Halbinsel hatten, ist davon auszugehen, dass oft kein echter Losentscheid stattfand, sondern Absprachen getroffen wurden. Für besondere Situationen behielt sich der Kaiser das Recht vor, die Provinz einem außerordentlichen kaiserlichen Legaten zu unterstellen, was auch gelegentlich geschah.
Die Hauptstadt der Provinz war Corduba, das heutige Córdoba. Die Baetica war in vier Gerichtsbezirke eingeteilt: Corduba, Astigi (Écija), Gades (Cádiz) und Hispalis (Sevilla). Diese Einteilung geht wohl auf Kaiser Claudius zurück. In der Baetica war keine Legion stationiert. Das Gebiet umfasste zur Zeit des Augustus 175 Städte und war zu Beginn der Kaiserzeit bereits völlig romanisiert; es war die reichste und am dichtesten besiedelte Provinz der Halbinsel. Eine Vielzahl archäologischer Funde gibt Aufschluss über die Verwaltung der einzelnen Städte.
Unter Kaiser Vespasian erhielten fast alle freien Bewohner der Provinz das latinische Bürgerrecht (ius Latii); dieses Privileg wurde obsolet, als 212 Kaiser Caracalla allen freien Reichsangehörigen das römische Bürgerrecht verlieh.

## Spätantike
Die neue Provinzeinteilung des Kaisers Diokletian im späten 3. Jahrhundert hat am Umfang der Baetica anscheinend nichts geändert. 409 überschritten germanische Stämme die Pyrenäen. Sie verheerten zunächst große Teile der Halbinsel und siedelten sich dann als Foederaten der Römer an; bei der Verteilung der Provinzen durch das Los fiel die Baetica den Silingen, einem Teilstamm der Vandalen, zu. 416–418 wurden die Silingen von den Westgoten besiegt und fast gänzlich ausgerottet. Später setzten sich in der Baetica vorübergehend die Asdingen, ein anderer Teilstamm der Vandalen, durch. 429 zogen die asdingischen Vandalen nach Afrika ab. Ob nach der Eroberung der Iberischen Halbinsel durch die Westgoten, die in der zweiten Hälfte des 5. Jahrhunderts etappenweise erfolgte, die Baetica als Verwaltungseinheit unter ihrem alten Namen bestehen blieb, ist unbekannt. 
Unter Kaiser Justinian I. wurden um 552/53 große Teile des Gebietes von den Oströmern erobert und bildeten einige Jahrzehnte lang den größten Teil einer neuen oströmischen Provinz Spania, bis den Westgoten um 625 die Rückgewinnung auch der letzten Orte gelang.
Spätestens nach der arabischen Eroberung (711) verschwand der Begriff Baetica endgültig.